# 7797 Morita
7797 Morita eller 1996 BK2 är en asteroid i huvudbältet som upptäcktes den 26 januari 1996 av den japanska astronomen Takao Kobayashi vid Ōizumi-observatoriet. Den är uppkallad efter Yukio Morita.
Asteroiden har en diameter på ungefär 13 kilometer.